# Un, dos, tres... ensaimadas y nada más
Un, dos, tres... ensaïmades i res més (Un, dos, tres... ensaimadas y nada más en español) es una película de comedia de 1985 dirigida por Joan Solivellas y protagonizada por: Luis Escobar, Xesc Forteza, Margaluz, Joan Monleón, Ovidi Montllor o Mary Santpere entre otros. 
La película fue producida por diversas productoras, como S'oliba Films, P.C. Teide, Profilmar y J. Olivers P.C. El jefe de producción fue Josep Maria Forn. El filme se presentó al público balear en 1985 y debido al éxito que tuvo en el archipiélago se proyectó también en diversas salas del resto de España, aunque sin cosechar el mismo éxito.

## Sinopsis
Don Miquel es propietario de un hotel en Palma de Mallorca. Está amenazado de desahucio y espera pagar todas sus deudas con una yegua, siempre y cuando ésta venza en la próxima carrera en el hipódromo. Pero, poco antes de la carrera, la yegua desaparece.

## Reparto
| Actor              | Personaje              |
| ------------------ | ---------------------- |
| Xesc Forteza       | Don Miquel             |
| Matías Abraham     | Vicentet               |
| Mary Santpere      | Bàrbara                |
| Pilar Casanovas    | Catalina               |
| Luis Escobar       | D. Toni                |
| Joan Bibiloni      | Director aeroport      |
| Ovidi Montllor     | Mike Vidal             |
| Joan Monleón       | Un goril·la            |
| Bàrbara Serra      | Carmeta                |
| Damià Barbany      | Mosquit                |
| Conrado San Martín | José Mª López          |
| Kim Manning        | Charito                |
| Joan Melis         | D. Tomeu               |
| Pau Llull          | Iñaqui                 |
| Fabià Matas        | Puig i Pi              |
| Ruperto Ares       | Ruperto                |
| Manuel Castell     | Ximo                   |
| Emilia Casasnovas  | Mari-Pili              |
| Margaluz           | Françoise              |
| Marta May          | Vídua Leclero          |
| Jaume Horrach      | Nelson                 |
| Fernando Fernández | Crush                  |
| Miguel Ángel Juan  | Proof                  |
| Fernando Corbal    | Box                    |
| Mandy Godbehar     | Al.lota autocaravaning |
| Aina Salom         | Al.lota autocaravaning |
| Alejandra Llull    | Al.lota autocaravaning |
| Nicole Cretien     | Al.lota autocaravaning |
| América Villamide  | Al.lota autocaravaning |
| Niki Segui         | Al.lota autocaravaning |
| Guillem Llabrés    | Gurú-Rahai             |
| Vicens Rosselló    | Héroe                  |
| Ana Senescal       | Sra. Gurú              |
| Pia Bertolle       | Sra. Gurú              |
| Manoli Reina       | Sra. Gurú              |
| Ana Compte         | Sra. Gurú              |
| Agustina Santiago  | Sra. Gurú              |
| Margalida Franco   | Sra. Gurú              |
| Marisa Eneventra   | Sra. Gurú              |
| José María Cañete  | Locutor de radio       |
| Jaime Casasnovas   | Guardia                |
| Joan Olives        | Comisario              |